# Reviews of Physiology, Biochemistry and Pharmacology
Reviews of Physiology, Biochemistry and Pharmacology, abgekürzt Rev. Physiol. Biochem. Pharmacol., ist eine wissenschaftliche Fachzeitschrift, die vom Springer-Verlag veröffentlicht wird. Die Zeitschrift wurde 1902 unter dem Namen Ergebnisse der Physiologie gegründet. Im Jahr 1933 erfolgte eine erste Erweiterung auf Ergebnisse der Physiologie und experimentellen Pharmakologie, der im Jahr 1935 die zweite Erweiterung auf Ergebnisse der Physiologie, biologischen Chemie und experimentellen Pharmakologie folgte. Im Jahr 1974 wurde der Name in den heute noch gültigen Titel geändert. Es werden Übersichtsarbeiten aus den Bereichen Physiologie, Biochemie und Pharmakologie veröffentlicht.
Der Impact Factor lag im Jahr 2014 bei 6,273. Nach der Statistik des ISI Web of Knowledge wird das Journal mit diesem Impact Factor in der Kategorie Pharmakologie und Pharmazie an 13. Stelle von 254 Zeitschriften, in der Kategorie Biochemie & Molekularbiologie an 36. Stelle von 289 Zeitschriften und in der Kategorie Physiologie an vierter Stelle von 83 Zeitschriften geführt.